# Trop (literatură)
Un trop (greacă τρόπος) literar este utilizarea limbajului figurativ, prin cuvânt, frază sau imagine, pentru un efect artistic, cum ar fi folosirea unei figuri de stil. Keith și Lundburg descriu un trop ca „o înlocuire a unui cuvânt sau a unei fraze cu un cuvânt sau o expresie mai puțin literală”. Cuvântul trop a suferit, de asemenea, o schimbare semantică și descrie acum și dispozitive literare și retorice recurente sau suprautilizate, motive sau clișee în lucrările creative. Tropii literari cuprind aproape toate categoriile de scris, cum ar fi poezia, film, piese de teatru și jocuri video.